# ملطیه
مَلَطیه (ترکی: Malatya، ارمنی: Մալադիա، کردی: Meletî) شهری در ترکیه و مرکز استان ملطیه است.

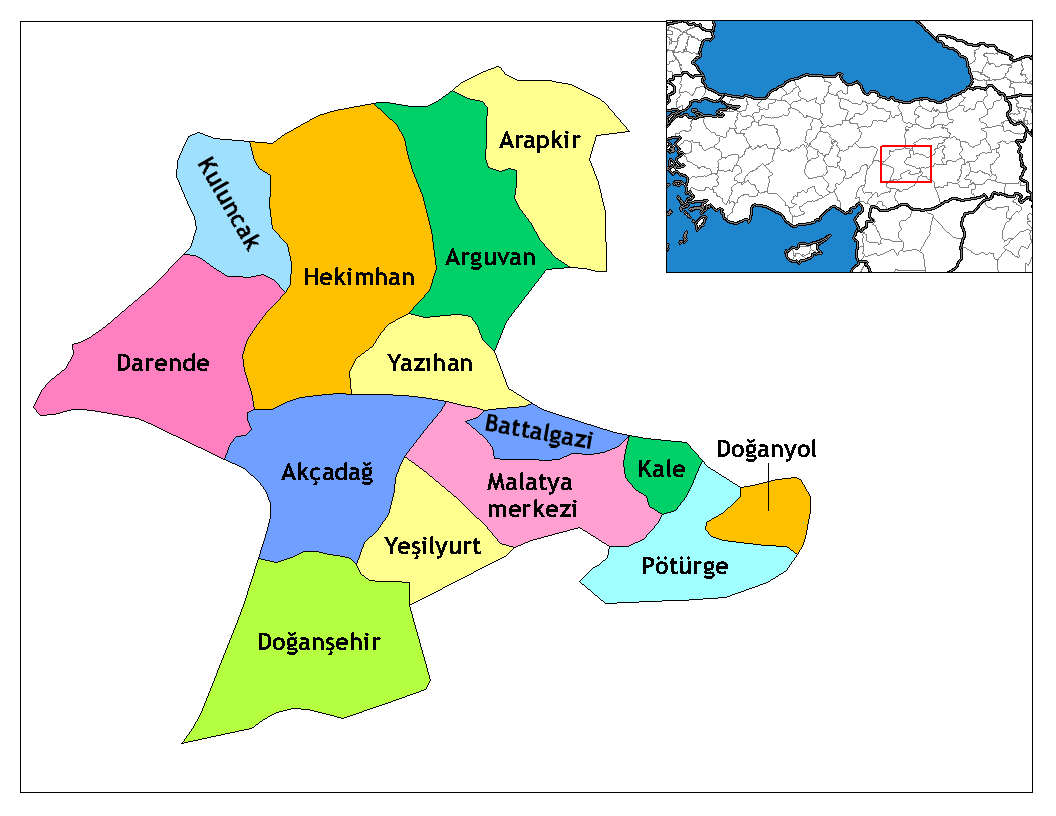

ملطیه در غرب فرات، در زمینی هموار در کوه‌پایه‌های توروس قرار گرفته‌است. هوای آن بسیار سرد و دارای میوه‌های بسیار است. ملطیه را نباید با شهر باستانی ملط یا میلت (Miletus) بر ساحل دریای اژه اشتباه کرد.
ملطیه که رومیان آن را ملیتین (Melitene) گویند در زمان قدیم از مهمترین قلعه‌های مرزی مسلمین در مقابل رومیان بوده است. به دستور منصور عباسی به سال ۱۳۹، ملطیه تعمیر گردید و مسجدی باشکوه و مکانی که چهار هزار نفر ساخلو در آن می‌زیستند در آنجا ساخته شد. اصطخری در قرن چهارم گوید شهری عظیم است در میان کوهستانی پر از درختان انگور و بادام و گردو دارای میوه‌های زمستانی و تابستانی. این شهر مکرر به دست سپاهیان رومی و مسلمان دست به دست گردیده و یاقوت در قرن هفتم آن را از بلاد روم شمرده است. 
جمعیت این شهر در سال ۲۰۰۰ میلادی ۳۸۱٫۰۸۱ نفر بود.
ملطیه به خاطر تولید زردآلو و لواشک زردآلو شهرت دارد که این فراورده از صادرات این شهر می‌باشد.
از اهالی نامدار قدیم این شهر می‌توان ابن عبری پیشوای بزرگ فرقه مسیحی یعقوبیه در سدهٔ سیزده میلادی را نام برد. محمد بن غازی مَلَطیَوی دبیر سلیمان شاه بن قلج ارسلان (۵۸۸–۶۰۰) پادشاه سلجوقی روم، در سال ۵۹۸ و حدود ده سال پیش از سعدالدین وراوینی کتاب معروف مرزبان نامه را اصلاح و انشا نموده و آن را روضةالعقول نامیده‌است. 
دانشگاه اینونو در این شهر قرار دارد.